# Associació Índia de Futbol
|  | No s'ha de confondre amb Federació de Futbol de l'Índia. |

L'Associació Índia de Futbol, també coneguda per les sigles IFA (en anglès: Indian Football Association), és l'òrgan de govern del futbol de l'estat de Bengala Occidental. És la federació de futbol més antiga de l'Índia, essent fundada l'any 1893.
És l'encarregada d'organitzar la Lliga de Calcuta de futbol, la Lliga de Calcuta de futbol femenina i la IFA Shield.